# Nanyue Huisi
Nanyue Huisi (ur. 515, zm. 21 lipca 577; chiń. upr. 南岳慧思; chiń. trad. 南嶽慧思; pinyin Nányuè Huìsī) – prekursor myśli chińskiej szkoły tiantai. Uważany przez niektórych za trzeciego patriarchę tej szkoły. Znany także jako Nanyue Sida.

## Życiorys
Urodził się w Wujin w dzisiejszej prowincji Henan w rodzinie Li (李). Rejon ten był wówczas we władaniu północnej dynastii Wei. Jako dziecko był uważany za grzecznego i łagodnego.
W wieku 15 lat został mnichem. W swojej autobiografii napisał, że następne dziesięć lat spędził pilnie czytając i zapamiętując Sutrę Lotosu i inne sutry mahajany, oraz praktykując różne rodzaje religijnej ascezy. Jadł tylko jeden posiłek dziennie, odrzucał wszelkie rodzaje specjalnej jałmużny lub darów i wszelkie próby traktowania go ze szczególnymi względami. W ciągu siedmiu lat przeczytał Sutrę Lotosu i inne teksty (niektóre liczyły ponad 30 tomów) tysiąc razy.
Jak wspomina w autobiografii, został mnichem, gdyż zobaczył wiele osób, które zmarły wokół niego, co upewniło go co do nietrwałej natury ludzkiego życia. Rozbudziło to w nim także uczucia żałości i współczucia, co spowodowało, iż wybrał drogę bodhisattwy i robienia co się tylko da, aby uwolnić od cierpienia ludzkie istoty.
Po tym okresie Huisi rozpoczął wędrówkę po północnych Chinach od jednego nauczyciela do drugiego. Spotkał wielu wybitnych nauczycieli buddyjskich i studiował u nich doktryny mahajany. Zwrócił szczególną uwagę na praktykę medytacji i przez okres siedmiu lat odwiedzał tylko mistrzów medytacji. Działo się to pomiędzy 24 lub 25 rokiem życia a 31 lub 32 rokiem życia.
W czasie tych wędrówek Huisi studiował u Huiwena (慧文), który kierował się naukami Nagardżuny, szczególny nacisk kładąc na jego encyklopedyczną pracę Māhaprajñāparamitopadeśa (Traktat o Większej Pradźniaparamicie). Praktykując i studiując u Huiwena, Huisi osiągnął prawdziwe oświecenie. Doszło do tego w drugim roku jego praktyki u Huiwena, latem, pod dłuższym okresie intensywnej medytacji, w momencie jego zniechęcenia, że nie uczynił żadnego postępu w rozwoju duchowym. Uchwycił wtedy prawdziwe znaczenie Sutry Lotosu.
To przeżycie przekonało go do tego, że uczeń musi być prowadzony przez prawdziwego nauczyciela. Piętnaście lat jego wędrówek i odwiedzania różnych nauczycieli było koniecznym procesem przygotowania go do spotkania z prawdziwym nauczycielem.
Po tym doświadczeniu Huisi poświęcił się całkowicie propagowaniu Sutry Lotosu i jej nauk. Około 34 roku życia rozpoczął wędrówkę po buddyjskich centrach prowincji Henan, w których angażował się w doktrynalne debaty z członkami odwiedzanych religijnych społeczności. Jego poglądy zaczęły wywoływać gwałtowny sprzeciw. Reakcje jego przeciwników były częściowo zrozumiałe, gdyż ówczesny buddyzm chiński opierał się głównie na Sutrze Awatamsaki oraz Sutrze Nirwany, a Sutra Lotosu uważana była z tekst drugorzędny.
Po pewnym czasie postanowił uciec od ciągłych ataków na jego osobę i przeniósł się na górę Dasu (大蘇山) w dystrykcie Shangcheng w południowym Henanie. Wkrótce zgromadziło się wokół niego spore grono uczniów. Wśród nich był mnich Zhiyi, który natychmiast został wprowadzony przez nauczyciela w różnorodne praktyki.
Huisi przebywał na górze Dasu przez jedenaście lat. Wtedy też napisał swoją autobiograficzną pracę Pisanie rozpoczynające moje ślubowanie, miał wtedy około 45 lat. Huisi ślubował napisać cały tekst Sutry Lotosu i Sutry Pradźni złotymi znakami. Powodem do napisania była wiara Huisi, że żyje w trzecim, schyłkowym ostatnim okresie Dharmy, co można zrozumieć, gdyż były to czasy społecznych niepokojów a także personalnych ataków na niego, więc pragnął te kopie zamknąć w wysadzanych klejnotami skrzynkach, aby dotrwały do czasu pojawienia się na świecie bodhisattwy Maitrei, jako nowego buddy.
W roku 568 przeniósł się do klasztoru Nanyue na górę Heng w obecnej prowincji Hunan, gdzie pozostał do śmierci.
Cesarz dynastii Chen Xuan Di (569-582; 宣帝) (Chen Xu 陳頊) dla uhonorowania go jako religijnego przywódcy nadał mu tytuł Wielkiego Nauczyciela Medytacji.
Huisi zmarł 21 lipca 577 w wieku 62 lat.

## Nauki i praktyki
Po osiągnięciu oświecenia Huisi osiągnął zrozumienie „”medytacji Sutry Lotosu” lub „samadhi Sutry Lotosu” (chiń. fahua sanmei). Uważał, że aby zrozumieć tę sutrę trzeba się zaangażować w dwa rodzaje medytacji:
- medytację, która jest aktem oddania i zawiera takie praktyki jak np. recytowanie sutry
- cichą medytację, która się niczym na zewnątrz nie przejawia

Huisi szczególnie zalecał cichą medytację, tak jak zostało to wyłożone w 14 rozdziale „Spokojne praktyki” Sutry Lotosu. Uważał, iż „fahua sanmei” jest po prostu typem praktyki, który się praktykuje po to, aby osiągnąć prawdziwe znaczenie tej sutry. Podkreślał rolę 21-dniowej praktyki, w czasie której recytuje się Sutrę Lotosu i prowadzi inne podobne praktyki, i równocześnie oddaje się cichej medytacji.
Termin „fahua sanmei” pojawia się w tej sutrze dwukrotnie. W rozdziale 27 wspomina się o nim w związku z bodhisattwą Czyste Oczy - „przez długi czas był wprawnym w fahua sanmei”. W rozdziale 24 związanym z bodhisattwą Mistyczny Dźwięk stwierdza się, że dzięki pewnym praktykom, osiągnął on szesnaście typów samadhi, wśród nich także „fahua sanmei”.
Najwyraźniej w Sutrze Lotosu medytacja oznacza rodzaj oświecenia czy też prawdziwego zrozumienia rzeczywistości, które przychodzi po przeprowadzeniu religijnych praktyk zalecanych w tej sutrze.
Dla wszystkich szkół Nowego Buddyzmu, czyli powstających w okresie dynastii Sui i Tang, centralną doktryną była „tathagatagarbha”, ponieważ stanowiła ona podstawę, dzięki której szkoły te mogły potwierdzać powszechną dostępność stanu Buddy. Chociaż było to szczególnie podkreślane w takich szkołach jak huayan i chan, to również dotyczyło to szkół Czystej Krainy i tiantai. Pojęcie to zajmowało ważne miejsce w naukach Huisi.
W jego pismach (jak i w pismach jego uczniów) opisanych jest wiele różnych praktyk medytacyjnych poza wspomnianym „lotosowym samadhi”: praktyka jedności/jedna praktyka (yixing sanmei - siedząca medytacja przez okres 90 dni), pratjuttpanna samadhi (banzhou sanmei - medytacja chodzenia, np. okrążanie ołtarza przez okres 90 dni), suiziyi sanmei (uprawianie samadhi, gdziekolwiek czyjś umysł jest skierowany w danym momencie), fangdeng (chanfa) (skrucha fangteng) i qing Guanyin (skrucha Guanyin) oraz nianfo (recytowanie imienia Buddy).
Termin suiziyi pojawia się po raz pierwszy u Huisi w jego podręczniku właśnie dla tej praktyki. Już na otwierającej stronie tekstu wspomina Śurangamasamadhi Sutrę, jednak sutra ta nigdzie nie zawiera opisu ani terminu takiej praktyki. Być może jest to własne odkrycie Huisi.

## Prace literackie
- Dàshèng zhǐguān fǎmén (大乗止観法門, - T.D. 1924);
- Suí zìyì sānmèi (隨自意三昧, Uprawianie samadhi, gdziekolwiek czyjś umysł jest skierowany w danym momencie - Xuzangjing / Zokuzōkyō 2,3);
- Zhufa wucheng sanmei famen (諸法無諍三昧法門, - T.D. 1923);
- Fahua jing anluo xingyi (Znaczenie rozdziału "Spokojnych Praktyk" z Sutry Lotosu  (rozdział 14) - T.D. 1926);
- Shou pusa jieyi (Xuzangjing 2,10);
- Nányuè Sī dà chánshī lìshì yuànwén (南嶽思大禪師立誓願文, - T.D. 1933
- Sishierzimen
- Wuzeng xing men
- Angle xing (Spokojne praktyki)